# Barcania bengasiana
Barcania bengasiana is een slakkensoort uit de familie van de Clausiliidae. De wetenschappelijke naam van de soort werd voor het eerst geldig gepubliceerd in 1925 door Gambetta als Clausilia bengasiana.